# Runar Brenning
Runar Karl Gideon Brenning, född 19 maj 1904 i Ekenäs, Finland, död 5 april 1980 i Helga Trefaldighets församling, Uppsala, var en svensk läkare. 
Brenning blev medicine licentiat vid Uppsala universitet 1932, och disputerade för medicine doktorsgrad 1938 på en avhandling  om samband mellan förhöjd kroppstemperatur och reglering av blodtryck. Samma år blev han docent i fysiologi vid Uppsala universitet.
Brenning innehade läkarförordnanden i Jönköping och på Akademiska sjukhuset i Uppsala, var amanuens vid fysiologiska institutionen 1934–1936, läkare vid Uppsala folkskolor 1941–1963, medicinska avdelningen på Samariterhemmet 1946 och överläkare vid medicinska kliniken där 1953–1969. Han var ordförande i Orphei Drängar 1947–1955 (vice 1937) och Uppsala läkareförening 1949–1950. Han författade skrifter i fysiologi och invärtes medicin.
Runar Brenning är begravd på Uppsala gamla kyrkogård.